# Copa da Escócia de 1991–92
A Copa da Escócia de 1991-92 foi a 107º edição do torneio mais antigo do futebol da Escócia. O campeão foi o Rangers F.C., que conquistou seu 25º título na história da competição ao vencer a final contra o Airdrieonians F.C., pelo placar de 2 a 1.

## Premiação
| Copa da Escócia de 1991-92        |
| Escócia                           |
| --------------------------------- |
| Rangers F.C. Campeão (25º título) |